# 里奇蘭鎮區 (印地安納州惠特利縣)
里奇蘭鎮區（英語：Richland Township）是位於美國印地安納州惠特利縣的一個行政鎮區。

## 地方資料
根據2010年美國人口普查的數據，里奇蘭鎮區的面積為96.30平方千米，當中陸地面積為95.90平方千米，而水域面積為0.40平方千米。當地共有人口1758人，而人口密度為每平方千米18.26人。